# Loi sur la citoyenneté de la république d'Azerbaïdjan
La loi sur la citoyenneté de la république d'Azerbaïdjan est une loi sur la nationalité qui détermine qui est un citoyen de l'Azerbaïdjan. 

## Loi actuelle
La loi actuelle est guidée par la Constitution de l'Azerbaïdjan et, plus important encore, par la loi azerbaïdjanaise sur la citoyenneté de la république d'Azerbaïdjan, adoptée le 30 septembre 1998,. La Constitution définit la citoyenneté comme suit : « Une personne ayant des relations politiques et judiciaires avec la république d'Azerbaïdjan ainsi que des droits et obligations réciproques doit être un citoyen de la république d'Azerbaïdjan ». Il repose principalement sur le principe du droit du sang. Il inclut le droit de citoyenneté pour les réfugiés azerbaïdjanais d'Arménie et pour les Azerbaïdjanais du reste du monde. La double nationalité n'est pas reconnue par la république d'Azerbaïdjan,. 

## La loi sur la citoyenneté de la république d'Azerbaïdjan
La loi a été adoptée le 30 septembre 1998 par l'Assemblée nationale d'Azerbaïdjan. À la fin de mars 2018, la loi a été modifiée 21 fois. La loi comprend les 5 sections et 26 articles. La première section traite des dispositions générales. La deuxième section comprend des articles concernant l'acquisition et la restauration de la citoyenneté de l'Azerbaïdjan. La troisième section définit les conditions de la fin de la citoyenneté de l'Azerbaïdjan. La citoyenneté des enfants en cas de changement de nationalité de leurs parents et d'adoption est réglementée dans la quatrième section. La dernière section porte sur la force des normes juridiques internationales relatives aux questions de citoyenneté. En cas de conflit entre la loi et les traités internationaux auxquels l'Azerbaïdjan est partie, les traités internationaux prévalent,. 

## Nationalité de naissance
L'Azerbaïdjan est un état de droit du sang par opposition à l'état de droit du sol, ce qui signifie qu'il attribue la citoyenneté par le sang mais pas par le lieu de naissance. Cependant, la nationalité azerbaïdjanaise est également définie par la citoyenneté et non par la descendance. La naissance d'un étranger et d'un apatride sur le territoire de l'Azerbaïdjan ne lui confère pas automatiquement la nationalité azerbaïdjanaise,.
Une personne peut obtenir la citoyenneté de la république d'Azerbaïdjan dans les cas suivants :
- elle est née sur le territoire de la république d'Azerbaïdjan (sauf pour les cas visés aux parties 1 et 2 de l'article 12 de la présente loi) ou est née d'un citoyen de la république d'Azerbaïdjan[2];
- elle peut se voir attribuer la citoyenneté de la république d'Azerbaïdjan[2];
- selon des motifs énoncés dans les traités internationaux de la république d'Azerbaïdjan s'appliquent[2];
- selon d'autres motifs prévus dans la présente loi[2].

## Double nationalité
L'Azerbaïdjan n'autorise pas la double nationalité, et toute personne qui demande et obtient volontairement la citoyenneté étrangère perd automatiquement la citoyenneté azerbaïdjanaise. Cependant, les immigrés azerbaïdjanais souhaitant renoncer à leur citoyenneté afin d'acquérir la citoyenneté dans un autre pays (comme l'Allemagne, qui exige la dénonciation des nationalités antérieures, ou le Japon) doivent demander la dénonciation. Ce processus peut durer jusqu'à un an.
La seule exception est que le Président de l'Azerbaïdjan peut accorder la double nationalité aux personnes d'une importance particulière, et cette personne ne perdra pas la citoyenneté azerbaïdjanaise en conservant la citoyenneté étrangère obtenue par lui ou perdra sa citoyenneté étrangère originale tout en recevant l'Azerbaïdjan citoyenneté[incompréhensible]. 

## Perte de la citoyenneté
La Constitution ne permet en aucun cas de priver une personne de la citoyenneté azerbaïdjanaise. Cependant, la renonciation volontaire à la citoyenneté azerbaïdjanaise est autorisée par la loi. De même, le rétablissement de la citoyenneté azerbaïdjanaise est également autorisé par la loi, si la personne renonce à sa citoyenneté étrangère. 

## Conditions de visa

Conditions de visa pour les citoyens azerbaïdjanais

En 2017, les citoyens azerbaïdjanais avaient accès à 62 pays et territoires sans visa ou à l'arrivée, ce qui place le passeport azerbaïdjanais au 74e rang dans le monde selon l'indice de restriction des visas.